# Opština Bujanovac

Lage der Gemeinde im Kreis Pčinja

Die Opština Bujanovac (serbisch-kyrillisch Општина Бујановац, albanisch Komuna e Bujanocit) ist eine serbische Opština im Okrug Pčinja mit rund 38.300 Einwohnern. Der Verwaltungssitz ist Bujanovac; Gemeindevorsteher Nagip Arifi (Demokratska Partija/Partia Demokratike) ist seit Juli 2020 im Amt und löste Šaip Kamberi (Vorsitzender der Partija za demokratsko delovanje) ab. Im Süden grenzt die Gemeinde an Nordmazedonien und im Westen an das Kosovo.
In der mehrheitlich von Albanern bewohnten Opština lebt auch eine große Minderheit von Serben sowie etwa 10 % Roma. Die letzte Volkszählung aus dem Jahr 2011 ist von den Albanern überwiegend boykottiert worden. Die letzte Volkszählung, die ein aussagekräftiges Bild der ethnischen Verteilung bieten kann, ist jene von 2002, welche für die Gemeinde 43.302 Einwohner ermittelte, darunter 23.681 (54,7 %) Albaner, 14.782 (34,1 %) Serben sowie 3867 (8,9 %) Roma. 2011 wurden 12.989 Serben und 4576 Roma gezählt.

## Orte

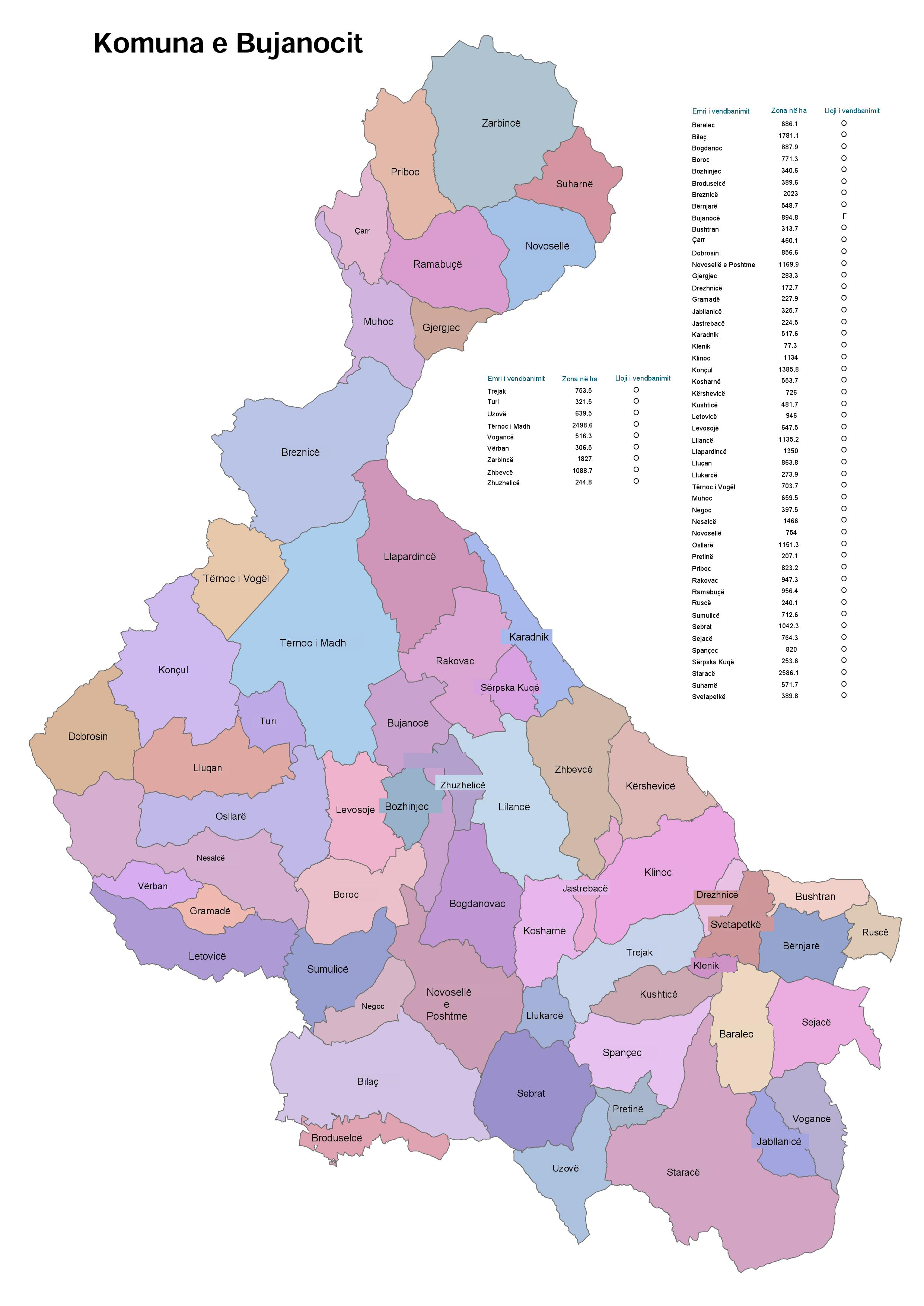
Karte der Gemeinde Bujanovac mit Ortschaften (albanisch)

Die Opština Bujanovac umfasst eine städtische Siedlung, den Verwaltungssitz Bujanovac.
Daneben gibt es 58 Dörfer:
- Baraljevac
- Biljača
- Bogdanovac
- Božinjevac
- Borovac
- Bratoselce
- Breznica
- Brnjare
- Buštranje
- Veliki Trnovac
- Vogance
- Vrban
- Gornje Novo Selo
- Gramada
- Dobrosin
- Donje Novo Selo
- Drežnica
- Đorđevac
- Žbevac
- Žuželjica
- Zarbince
- Jablanica
- Jastrebac
- Karadnik
- Klenike
- Klinovac
- Končulj
- Košarno
- Krševica
- Kuštica
- Levosoje
- Letovica
- Lopardince
- Lukarce
- Lučane
- Ljiljance
- Mali Trnovac
- Muhovac
- Negovac
- Nesalce
- Oslare
- Pretina
- Pribovce
- Ravno Bučje
- Rakovac
- Rusce
- Samoljica
- Sveta Petka (frühere Bezeichnung: Petka)
- Sebrat
- Sejace
- Spančevac
- Srpska Kuća
- Starac
- Suharno
- Trejak
- Turija
- Uzovo
- Čar